# پولا، میندورو شرقی
پولا، شرقی میندورو (به لاتین: Pola, Oriental Mindoro) یک منطقهٔ مسکونی در فیلیپین است که در میندورو شرقی واقع شده‌است.

## خصوصیات
پولا ۱۵۹٫۳۴ کیلومترمربع مساحت و ۳۲٬۹۸۴ نفر جمعیت دارد.